# ボビー・エルズワース
ボビー "ブリッツ" エルズワース(英語: Bobby "Blitz" Ellsworth, 1959年5月5日 - )は、アメリカ合衆国ニュージャージー州出身のスラッシュメタルバンド・オーヴァーキル のボーカリストである。
1980年にオーヴァーキルに加入して以来不動のボーカリストであり、元々はベースプレイヤーだったが、オーヴァーキルではボーカルに専念している。また2007年に同じニュージャージー州出身のヘヴィメタルバンドHades及びNon FictionのギタリストDan Lorenzoと共にThe Curseを結成した。

## 私生活

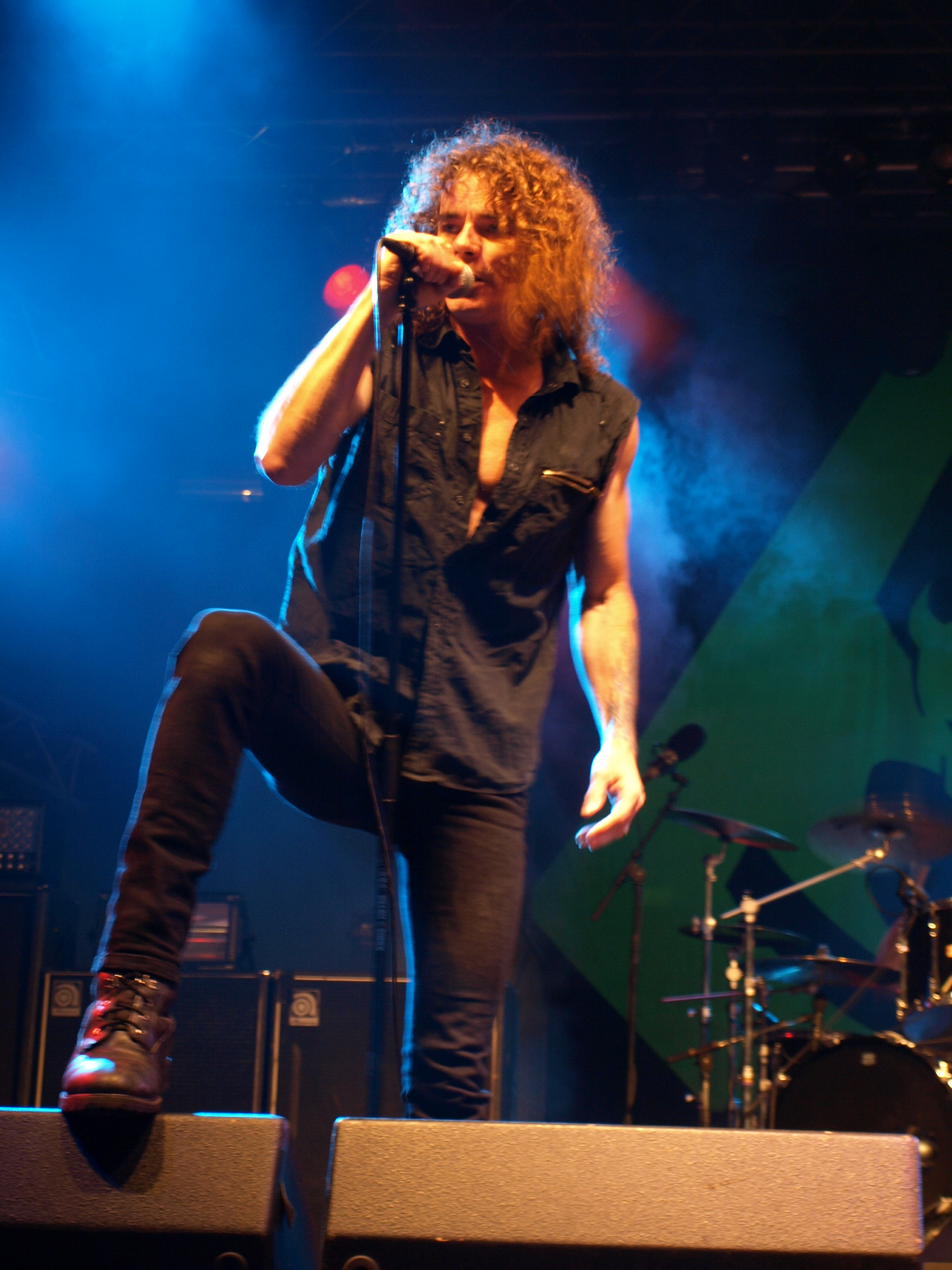
フィンランド公演 (2008年)

1998年に鼻副鼻腔がんを患っている事が判明し手術を行い、現在は転移などもなく完治している。
また2002年6月のドイツでのライブで「Necroshine」を演奏中に脳卒中となるアクシデントがあった。ブリッツはこの件について冗談混じりに「脳卒中の良い所は何も覚えてない所だね。何が変わったかも分からないんだ。だって以前がどうだったかを覚えてないからね。もしかしたら誰かが電子レンジのスイッチを入れた時に俺はパンツの中におしっこを漏らしているのかも知れなじゃないか。今はバイクにも乗れるし泳げるしトレーニングだって出来る。もし何か問題が起きた時には2通りの生き方がある。その問題と一緒に生きていくか、克服するかだ。俺は克服する方を選んだ。脳卒中は俺を殺していたかも知れないと後で考えたんだ。だから"オーヴァーキルのライブの途中で死んだのであれば大したもんじゃないか？"と言ったのさ」と語っている。
またオバマ政権については否定的な立場を取っており、インタビューで「オバマ大統領から政治的な意識についての曲が生まれる事があるか？」との質問にブリッツは「多分出来るよ、"嘘つき"っていうレコードがね」と答えており、オバマ政権を「偽善」と例え民主党を「ただ不快なもの」と語った。また妻のAnetteと共にニューヨーク州ロックランド郡のナイアックでチョコレートショップを経営している。